# Cône Nazko
Pour les articles homonymes, voir Nazko.
Le cône Nazko, en anglais : Nazko Cone, est un cône volcanique de Colombie-Britannique, au Canada. Il fait partie de la ceinture volcanique d'Anahim et culmine à 1 230 mètres d'altitude.